# Terminologia de parentesco
A Terminologia de parentesco é o sistema usado em idiomas para se referir às pessoas a quem um indivíduo é relacionado através de parentesco. Sociedades diferentes classificam as relações de parentesco de forma diferente e, portanto, usam diferentes sistemas de terminologia de parentesco; por exemplo, algumas línguas distinguem entre os tios consanguíneos ou por casamento, enquanto outros têm apenas uma palavra para se referir tanto a aos pais como aos irmãos. As terminologias de parentesco incluem os termos de como se dirigir ou se referir a alguém usados em diferentes idiomas ou comunidades para diferentes parentes e os termos de referência utilizados para identificar a relação desses parentes com o ego ou entre eles.

## História
O antropólogo Lewis Henry Morgan (1818–1881) realizou o primeiro levantamento de terminologias de parentesco em uso em todo o mundo. Embora muito do seu trabalho seja agora considerado datado, ele argumentou que as terminologias refletem diferentes conjuntos de distinções. Por exemplo, a maioria das terminologias de parentesco distinguem entre os sexos (a diferença entre um irmão e uma irmã) e entre gerações (a diferença entre crianças e os pais). Além disso, argumentou ele, as terminologias de parentesco distinguem entre parentes por sangue ou por casamento (embora recentemente alguns antropólogos tenham argumentado que muitas sociedades definem parentesco em termos além do sangue).
No entanto, Morgan também observou que diferentes idiomas (e, por extensão, sociedades) organizam essas distinções de maneira diferente. Ele propôs descrever os termos e terminologias de parentesco como descritivos ou classificatórios. Quando um termo descritivo é usado, ele pode representar apenas um tipo de relacionamento entre duas pessoas, enquanto um termo classificatório representa um dos muitos tipos diferentes de relacionamentos. Por exemplo, a palavra "irmão" nas sociedades de língua inglesa indica um filho do mesmo pai; assim, as sociedades de língua inglesa usam a palavra "irmão" como um termo descritivo. O primo masculino de uma pessoa pode ser filho do irmão da mãe, filho da irmã da mãe, filho do irmão do pai, filho da irmã do pai e assim por diante; Portanto, as sociedades de língua inglesa usam a palavra "primo" como termo classificatório.
Morgan descobriu que um termo descritivo numa sociedade pode se tornar um termo classificatório em outra sociedade. Por exemplo, em algumas sociedades, alguém se referiria a muitas pessoas diferentes como "mãe" (a mulher que deu à luz o falante, assim como a irmã e a irmã do marido, e também a irmã do pai). Além disso, algumas sociedades não agrupam parentes que as sociedades de língua inglesa classificam juntas. Por exemplo, algumas línguas não têm uma palavra equivalente a "primo" simplesmente, porque termos diferentes se referem aos filhos da irmã da mãe e aos filhos da irmã do pai.
A partir desses diferentes termos, Morgan identificou seis padrões básicos de terminologias de parentesco:
- Parentesco havaiano: o mais classificatório; apenas distingue sexo e geração. Assim, irmãos e primos não são distinguidos (os mesmos termos são usados para os dois tipos de parentes).
- Parentesco sudanês: o mais descritivo; não há dois tipos de parentes que compartilham o mesmo termo. Os irmãos se distinguem dos primos, e termos diferentes são usados para cada tipo de primo (ou seja, filhos do irmão do pai, filhos da irmã do pai, filhos da irmã da mãe e filhos do irmão da mãe).
- Parentesco esquimó: possui termos classificatórios e descritivos; além de sexo e geração, também distingue parentes lineares (aqueles relacionados diretamente por uma linha de descendência) e parentes colaterais (aqueles relacionados por sangue, mas não diretamente na linha de descendência). Parentes lineares têm termos altamente descritivos; parentes colaterais têm termos altamente classificatórios. Assim, os irmãos são diferenciados dos primos, enquanto todos os tipos de primos são agrupados. O sistema de termos de parentesco em inglês cai no tipo esquimó.
- Parentesco iroquês: possui termos classificatórios e descritivos; além de sexo e geração, também distingue entre irmãos de sexos opostos na geração parental. Um relacionamento genealógico pensado através de um par de irmãos do mesmo sexo é classificado como um relacionamento de sangue, embora um pensado através de um par de irmãos do sexo oposto possa ser considerado um relacionamento por casamentos. Em outras palavras, os irmãos são agrupados com primos paralelos, enquanto termos separados são usados para primos cruzados. Além disso, chama-se a mãe da mãe de "mãe" e o pai do "pai" de pai. No entanto, se refere ao irmão da mãe e à irmã do pai por termos separados (geralmente os termos para "sogro" e "sogra", já que os primos cruzados podem ser parceiros preferenciais no casamento). .
- Parentesco dos Crew: como os iroqueses, mas distingue ainda mais o lado da mãe do que o do pai. Os parentes do lado materno da família têm termos mais descritivos, e os parentes do lado paterno têm termos mais classificatórios. Assim, o parentesco Crew é como parentesco iroquês, com o acréscimo de que vários parentes pertencentes à linhagem materna, mas os do pai estão mais agrupados, ignorando as diferenças geracionais, de modo que o mesmo termo é usado tanto para a irmã do pai quanto para a filha do pai, etc.
- Parentesco de Omaha: como os iroqueses, mas distingue ainda mais o lado da mãe e o do pai. Parentes do lado materno da família têm termos mais classificatórios, e parentes do lado do pai têm termos só descritivos. Assim, o parentesco Omaha é como o dos iroqueses, com o acréscimo de que vários parentes pertencentes à patri-linhagem de uma mãe estão agrupados, ignorando as diferenças geracionais, de modo que o mesmo termo é usado tanto para o irmão da mãe quanto para o filho do irmão da mãe etc.

Os princípios básicos das terminologias Crow e Omaha são simétricos e opostos, com os sistemas Crow tendo uma ênfase matrilinear e os sistemas Omaha, uma ênfase patrilinear. 

## Idade relativa
Algumas línguas, como bengali, telugo, tâmil, turco, cingalês, Mandarim, japonês, coreano, khmer, vietnamita, filipino, húngaro, búlgaro e nepalês acrescentam outra dimensão a algumas relações, a idade relativa. Em vez de um termo para "irmão", existem, por exemplo, palavras diferentes para "irmão mais velho" e "irmão mais novo". Em tâmil, um irmão mais velho é referido como "Annan" e um irmão mais novo como "Thambi", enquanto irmãos mais velhos e mais jovens são chamados "Akka" e "Thangai", respectivamente.

## Gerações alternadas
Outros idiomas, como Chiricahua, usam os mesmos termos de parentesco para gerações alternadas. Assim, uma criança Chiricahua (masculina ou feminina) chama sua avó paterna de "-ch'iné", e também essa avó vai chamar o filho de seu filho "-ch'iné". Termos que reconhecem gerações alternadas e a proibição do casamento dentro do próprio grupo de parentes de geração alternada (0, ± 2, ± 4, ± 6, etc.) são comuns entre s australianos.
Os sistemas de idade relativa e de gerações alternadas são combinados em alguns idiomas. Por exemplo, o tagalo toma emprestado o sistema de idade relativa do parentesco chinês e segue o tais gerações de parentesco. O parentesco filipino distingue entre geração, idade e, em alguns casos, gênero.

## Dravidiano
Floyd Lounsbury descobriu um sétimo tipo, o dravídiano, sistema terminológico que foi confundido com o dos iroqueses na tipologia de Morgan dos sistemas de parentesco porque ambos os sistemas distinguem parentes por casamento de parentes por descendentes, embora ambos sejam categorias classificatórias ao invés de baseadas na descendência biológica. A ideia básica é a de aplicar uma distinção par / ímpar a parentes que leve em conta o gênero de cada parente de ligação para a relação de parentesco do falante com qualquer pessoa dada. Um MFBD (C), por exemplo, é filho da filha do irmão do pai de uma mãe. Se cada link feminino (M, D) é atribuído a 0 e cada macho (F, B) a 1, o número de 1s é par ou ímpar; neste caso, mesmo. No entanto, existem critérios variantes  No sistema dravidiano com contagem patrilinear, o casamento é proibido com tais parentes e um parente casável deve ser modulo-2 ímpar. Existe também uma versão dessa lógica com um viés matrilinear. Descobertas de sistemas que usam a lógica do módulo-2, como no sul da Ásia, Austrália e muitas outras partes do mundo, marcaram um grande avanço na compreensão de terminologias de parentesco que diferem das relações de parentesco e terminologias empregadas pelos europeus.
O sistema de parentesco dravidiano envolve algo seletivo para primos. Os filhos de um dos irmãos do pai e os filhos da irmã de sua mãe não são "primos", mas são irmãos e irmãs a um passo de distância. Eles são considerados "consanguíneos" ("pangali") e o casamento com eles é estritamente proibido como incestuoso. No entanto, os filhos da irmã do pai e os filhos do irmão da mãe são considerados primos e parceiros em potencial ("muraicherugu"). Casamentos entre tais primos são permitidos e encorajados. Há uma distinção clara entre primos cruzados, primos verdadeiros e primos paralelos, esses que são, de fato, irmãos. Como os iroqueses, os dravidianos referem-se à irmã de seu pai como "sogra" e ao irmão de sua mãe como "sogro".

## Abreviações
A terminologia genealógica usada em muitos gráficos genealógicos e nesta página descreve parentes do assunto em questão. Usando as abreviações abaixo, os relacionamentos genealógicos podem ser distinguidos por relações simples ou compostas, como BC para os filhos de um irmão, MBD para a filha de um irmão da mãe e assim por diante.
- B = irmão
- C = criança (ren)
- D = filha
- F = Pai
- GC = neto (ren)
- GP = avós
- H = Marido
- LA = sogro
- M = mãe
- P = pais (pai ou mãe)
- S = filho
- SI = irmãos
- SP = cônjuge
- W = Esposa
- Z = irmã
- (m.s.) = fala masculina
- (f.s.) = fala feminina